# Юсников, Николай Семёнович
Николай Семёнович Юсников — советский хозяйственный, государственный и политический деятель. Народный депутат РСФСР и Российский Федерации в 1990—1993 годах.

## Биография
Родился в 1932 году в селе Крестики. Член КПСС.
С 1952 года — на хозяйственной, общественной и политической работе. В 1952—1993 гг. — инженер-контролер Новосельской МТС, заведующий училищем профессионального технического образования, председатель Калачинского райисполкома, первый секретарь Марьяновского, Русско-Полянского райкомов КПСС, председатель комиссии партийного контроля Омского обкома КПСС, первый заместитель председателя Омского облисполкома — председатель агропромышленного комитета Омской области. Председатель омской ассоциации сельских товаропроизводителей.
Делегат XXV съезда КПСС.
Избирался народным депутатом России. Член Комитета Верховного Совета Российской Федерации по вопросам межреспубликанских отношений, региональной политике и сотрудничеству. Входил в счётную комиссию седьмого Съезда народных депутатов Российской Федерации.
Умер в Москве в 2013 году.